# Rimsting

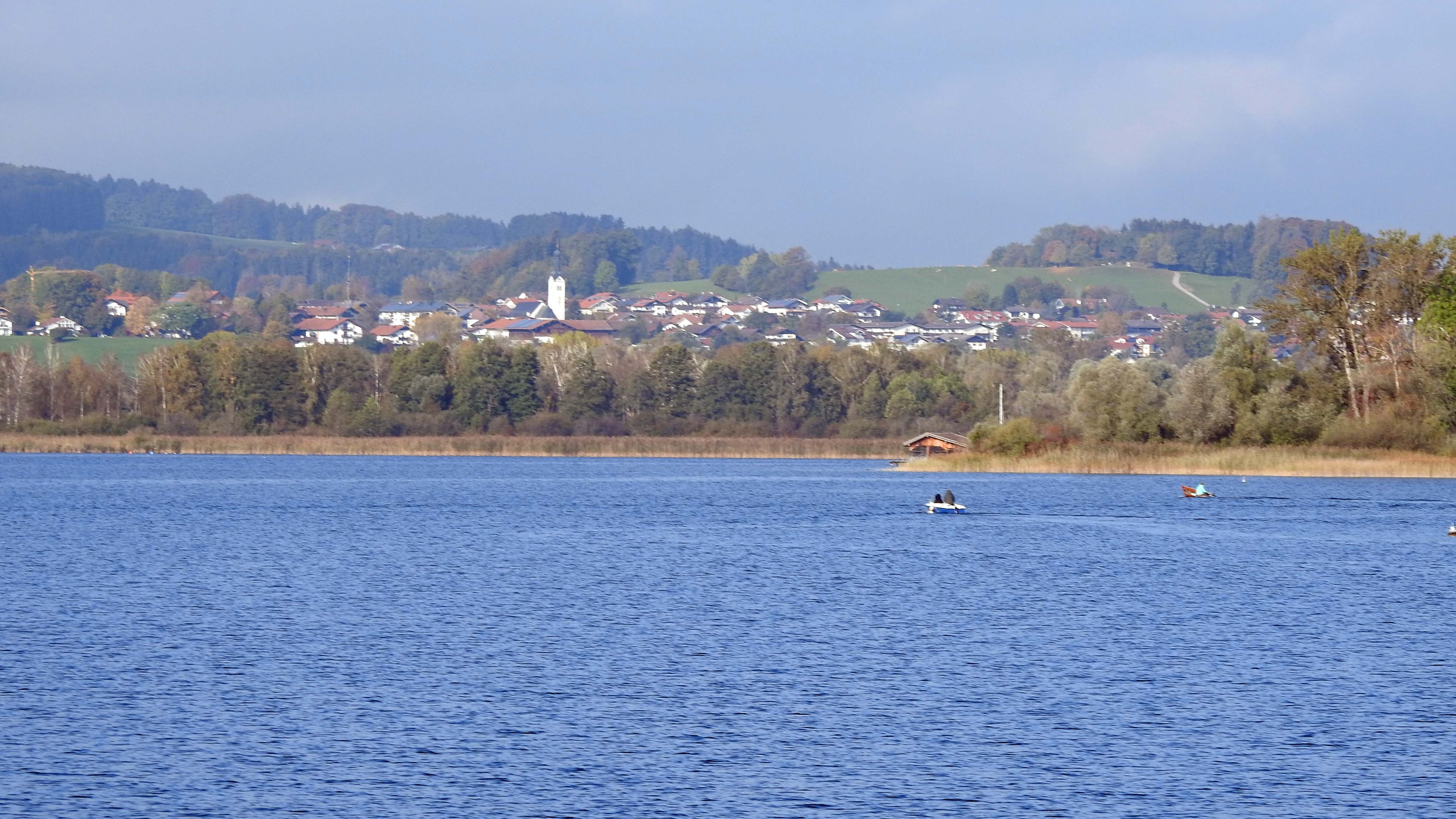
Rimsting mit Chiemsee

Rimsting ist eine Gemeinde im oberbayerischen Landkreis Rosenheim. Der gleichnamige Hauptort ist Sitz der Gemeindeverwaltung. Der Luftkurort liegt am Chiemsee zwischen den Kurorten Prien am Chiemsee (drei Kilometer) und Bad Endorf (fünf Kilometer).

## Geographie

### Gemeindegliederung
Rimsting hat 49 Gemeindeteile:
- Aiterbach
- Am Fürsaum
- Bach
- Berg
- Buchberg
- Burgersdorf
- Dirnsberg
- Eßbaum
- Finsterleiten
- Fürst
- Gänsbach
- Garnpoint
- Gattern
- Geigereck
- Gmein
- Greimharting
- Grub
- Guggenbichl
- Haimling
- Herrgottswinkel
- Hitzing
- Hocheck
- Hochstätt
- Hörzing
- Hötzelsberg
- Huben
- Kalkgrub
- Kaps
- Kindlpoint
- Krinning
- Oberhamberg
- Öd
- Osterhofen
- Otterkring
- Pinswang
- Point
- Ratzing
- Rimsting
- Sankt Salvator
- Schafwaschen
- Schering
- Sieglweiher
- Stetten
- Unterhamberg
- Weiher
- Weingarten
- Wensing
- Westernach
- Zacking

### Natur
Folgende Schutzgebiete berühren das Gemeindegebiet:
- Naturschutzgebiet Eggstätt-Hemhofer Seenplatte (NSG-00154.01)
- Landschaftsschutzgebiet Schutz des Chiemsees, seiner Inseln und Ufergebiete in den Landkreisen Rosenheim und Traunstein als LSG („Chiemsee-Schutzverordnung“) (LSG-00396.01)
- Landschaftsschutzgebiet Inschutznahme der Thalkirchner Achen und ihrer Umgebung als LSG (LSG-00147.01)
- Fauna-Flora-Habitat-Gebiet Chiemsee (8140-372)
- Fauna-Flora-Habitat-Gebiet Moorgebiet von Eggstätt-Hemhof bis Seeon (8040-371)
- Vogelschutzgebiet (Vogelschutzrichtlinie der EU) Chiemseegebiet mit Alz (8140-471)
- Vogelschutzgebiet (Vogelschutzrichtlinie der EU) Moorgebiet von Eggstätt-Hemhof bis Seeon (8040-471)

## Geschichte

### Bis zur Gemeindegründung
Die erste urkundliche Erwähnung im Codex Falkensteinensis erfolgte im Jahr 1189, die Gründung dürfte aber schon im 7. Jahrhundert erfolgt sein. Rimsting gehörte wie Greimharting zu der mit der Hochgerichtsbarkeit ausgestatteten Herrschaft Wildenwart. Rimsting war um 1537 das größte Dorf in der Herrschaft und galt als bedeutendster Ort für das Kloster Frauenchiemsee, das bis zur Säkularisation 1803 der Grundherr der meisten Rimstinger Güter war. Ab 1688 war die Herrschaft Wildenwart im Besitz der Familie von Tann, die sie 1771 an die Preysings verkauften, denen auch die nahe gelegene Herrschaft Hohenaschau gehörte.
Rimsting wurde im Zuge der Verwaltungsreformen in Bayern 1818 eine selbständige politische Gemeinde.

### Eingemeindungen
Am 1. April 1970 erfolgte die freiwillige Eingliederung der Gemeinde Greimharting in die Gemeinde Rimsting. Am 1. April 1971 wurden Teile der aufgelösten Gemeinde Mauerkirchen (Sieglweiher, Gmein und Hötzelsberg) eingegliedert. Am 1. Januar 1972 kamen Teile von Hirnsberg (Hocheck) hinzu. Im Jahr 1978 kamen von der Gemeinde Pietzing die Orte Ratzing mit Herrgottswinkel, Hitzing und Kindlpoint zur Gemeinde Rimsting.

## Religion
Im Jahre 2003 waren 64 % der Einwohner katholisch und 17 % evangelisch. Bis zum Jahre 2011 sanken der Katholikenanteil auf 62 % und der Protestantenanteil auf 15 %.
Die katholische Pfarrei Rimsting mit der Pfarrkirche St. Nikolaus gehört zum Pfarrverband „Westliches Chiemseeufer“ im Erzbistum München und Freising. Die Kirche St. Petrus und St. Leonhard in Greimharting gehört zur Pfarrei Mariä Himmelfahrt (Prien am Chiemsee) im selben Pfarrverband. Ferner existiert die Wallfahrtskirche St. Salvator im gleichnamigen Gemeindeteil.
Für die Lutheraner in Rimsting ist die Kirchengemeinde Prien am Chiemsee mit ihrer Christuskirche zuständig.

## Politik

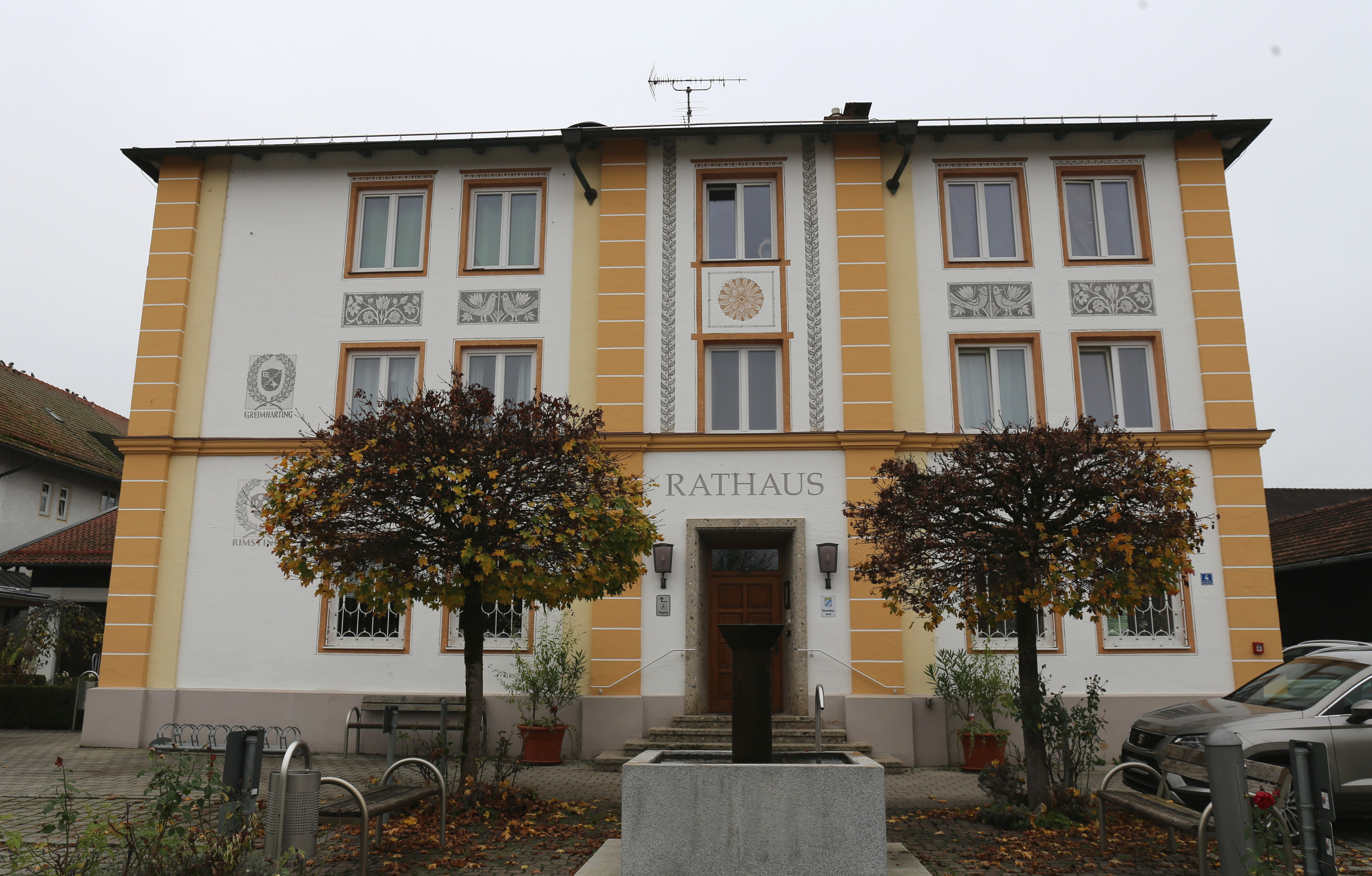
Rathaus

### Gemeinderat
Die Gemeinderatswahl 2020 ergab folgende Sitzverteilung:
- CSU: 6 Sitze
- Bündnis 90/Die Grünen: 3 Sitze
- Freie Wähler: 2 Sitze
- SPD: ein Sitz
- Unparteiische Wählergruppe Rimsting (UWR): 2 Sitze
- Wählergemeinschaft Greimharting (WGG): 2 Sitze[7]

### Wappen
| Wappen Gde. Rimsting | Blasonierung: „In Grün über einem gesenkten goldenen Wellenbalken drei, eins zu zwei gestellte, goldene Kugeln.“ |
| Wappen Gde. Rimsting | Wappenführung seit 1968                                                                                          |

### Gemeindepartnerschaft
- Sukoró, Ungarn

## Kultur und Sehenswürdigkeiten

### Kunst
- Lüftlmalereien an einigen Bauernhäusern
- „Steinadler“ von T. Roubaud, Ecke Priener/Greimhartinger Straße
- Holzbildhauerskulpturen am Römerweg und am Sportplatz Westernach

### Bauwerke
- Pfarrkirche Rimsting „St. Nikolaus“ mit Hochaltar und Kanzel der ehm. Domstiftskirche auf Herrenchiemsee
- Filialkirche „St. Petrus und St. Leonhard“ in Greimharting (Pfarrei Prien)
- Filialkirche „St. Salvator“ (Pfarrei Prien)
- Kapelle „St. Kolomann“ in Hochstätt
- Kapelle „zur Unbefleckten Empfängnis Maria“ bei Gattern
- „Kriegergedächtniskapelle“ Pinswang
- „Kalkgruber Kapelle“
- ehemaliger Bahnhof, heute gastronomisch genutzt
- Auf der Ratzinger Höhe (693,9 m ü. NHN)[9] steht seit 2011 ein 16 m hoher Aussichtsturm, der früher Teil der Landesgartenschau Rosenheim war und bei Hitzing neu errichtet wurde.[10]

### Naturdenkmäler
- Umweltpädagogische Hütte an der Schafwaschener Bucht
- Obst- und Kulturweg Ratzingerhöhe
- Blahsee bei Aiterbach

### Regelmäßige Veranstaltungen
- Leonhardi-Ritt jedes Jahr am 6. November in Ortsteil Greimharting

## Persönlichkeiten
- Michael Arends (* 1939), Musikverleger und ehemaliger Politiker
- Axel Bartelt (* 1956), Regierungspräsident der Oberpfalz, wohnt im Ort
- Helmut Bieler (1940–2019), Komponist, lebte zuletzt in Rimsting und starb dort
- Thomas Gambke (* 1949), Politiker (Grüne), MdB, geboren in Rimsting
- Philipp Franz zu Guttenberg (* 1973), Präsident der Arbeitsgemeinschaft Deutscher Waldbesitzerverbände (AGDW)
- Michael Höck (1903–1996), Geistlicher und NS-Gegner
- Gabriele Kuby (* 1944), Schriftstellerin
- Hermann Mattern (1902–1971), Gartengestalter, Architekt
- Anna Rupprecht (* 1996), Skispringerin, wohnt im Ort
- Dominik Wachter (* 1988), Koch
- Caspar von Zumbusch (1830–1915), Bildhauer, zog sich 1908 in den Chiemgau zurück und starb in Rimsting

Der Wirtschaftswissenschaftler Rudolf Meimberg übertrug der Gemeinde 2007 aus seinem Vermögen 50.000 Euro zur Errichtung einer „Rudolf-Meimberg-Stiftung“ zur Unterstützung von Senioren und sozialen Härtefällen.